# 12357 Toyako
12357 Toyako (tên chỉ định: 1993 ST1) là một tiểu hành tinh vành đai chính. Nó được phát hiện bởi Kin Endate và Kazuro Watanabe ở Đài thiên văn Kitami ở Hokkaidō, Nhật Bản, ngày 16 tháng 9 năm 1993. Nó được đặt theo tên Lake Tōya, a volcanic caldera lake in Japan's Shikotsu-Tōya National Park.